# Juan Manuel Cámara Miranda
Juan Manuel Cámara Miranda (Huánuco, Perú, 21 de diciembre de 1992) es un futbolista peruano. Juega como defensa central y actualmente milita en el Alianza Universidad de Huánuco de la Liga 2 de Perú.